# Абдул Фатаву Дауда
Абдул Фатаву Дауда (англ. Abdul Fatawu Dauda, нар. 6 квітня 1985, Обуасі) — ганський футболіст, воротар національної збірної Гани та клубу «Легон Сітіз».

## Клубна кар'єра
Вихованець футбольної школи клубу «Окваву Юнайтед». У дорослому футболі дебютував 2006 року виступами за команду клубу «Ашанті Голд», в якій провів сім сезонів.
До складу південноафриканського «Орландо Пайретс» приєднався 2013 року.

## Виступи за збірну
2008 року дебютував в офіційних матчах у складі національної збірної Гани. Наразі провів у формі головної команди країни 17 матчів.
У складі збірної був учасником домашнього для ганців Кубка африканських націй 2008 року, на якому команда здобула бронзові нагороди, а також Кубка африканських націй 2013 року у ПАР.

## Титули і досягнення
- Срібний призер Кубка африканських націй: 2015
- Бронзовий призер Кубка африканських націй: 2008